# Rathold de Vérone
Rathold ou Radolf, ou encore Radulf (en allemand Ratold, Radolt, Radolf; en italien Ratoldo), né vers 770 et mort à Radolfzell, le 13 septembre entre 840 et 858, est un moine alaman qui fut évêque de Vérone. Il est considéré comme saint par l'Église catholique.

## Biographie
Rathold appartient au peuple des Alamans de Souabe. Il est éduqué à l'école de l'abbaye de Reichenau. Quelques années après que Charlemagne met fin au royaume des Lombards le moine Egino (de) - également Alaman et ayant été éduqué à Reichenau - est nommé évêque de Vérone et Rathold devient l'un des membres proches de son clergé. Egino retourne à Reichenau en 799 pour y fonder le monastère Saints-Pierre-et-Paul où il meurt en l'an 802.
Rathold devient son successeur au siège épiscopal et le chapelain du roi Pépin d'Italie. Le diocèse acquiert encore plus d'importance lorsque Rathold parvient à acquérir les reliques de saint Genès en 801 et à organiser leur translation à Vérone. C'est également Rathold qui fait rebâtir le monastère Saint-Zénon et sa basilique et qui le consacre en 806 ou 807 en présence du roi Pépin.
D'un point de vue politique, ce puissant évêque se range du côté de Louis le Pieux après 815 dans son opposition à son neveu Bernard d'Italie qu'il fit tuer. Il appuie la libération de l'impératrice Judith (épouse de Louis le Pieux) enfermée au couvent de Tortona par ses beaux-fils qui retourne ensuite à Aix-la-Chapelle.
Il se fait des ennemis à cause de cela en Italie et ne put jamais y retourner.
Il s'installe au bord du lac de Constance et fonde en 826 le monastère Notre-Dame de Radolfzell (en latin de l'époque Ratoltescella) qui abrite les reliques des martyrs de Trévise, Théoponte et Senesius, et de saint Zénon, et où il meurt. Il est canonisé en 1300.
Son sarcophage se trouve en l'église abbatiale de Radolfzell.